# تریتریوا
تریتریوا (به لاتین: Tritriva) یک منطقهٔ مسکونی در ماداگاسکار است که در ناحیه بتافو واقع شده‌است. تریتریوا ۹٬۵۳۶ نفر جمعیت دارد و ۱٬۶۹۲ متر بالاتر از سطح دریا واقع شده‌است.